# Portelrubio
Portelrubio es una localidad  y también una entidad local menor española del municipio de Fuentelsaz de Soria, perteneciente a la provincia de Soria, en la comunidad autónoma de Castilla y León.

## Geografía
Perteneciente a la comarca de Almarza y al  partido judicial de Soria, está adherida a la Mancomunidad de los 150 Pueblos de la Tierra de Soria. La localidad está ubicada a 15 km de la ciudad de Soria. Portelrubio se encuentra situado al pie del cerro de San Juan, en la intersección de las carreteras Nacional 111 que discurre por su término municipal y la SO-615 que desde Buitrago y a través de un camino vecinal, posibilita el acceso tanto a Portelrubio como a Fuentelsaz de Soria.
Ubicado en el centro de una zona flanqueada por el Valle del Tera, la Sierras del Almuerzo y de la Carcaña, le confieren a esta localidad una belleza paisajística singular. Igualmente es destacable su cercanía a un lugar tan emblemático como Numancia, cuyas ruinas que se pueden apreciar desde lo alto del cerro de San Juan.

## Historia
Su nombre procede de la contracción del término "portillo rojo", color característico de la tierra que lo conforma. 
El censo de Pecheros de 1528, en el que no se contaban eclesiásticos, hidalgos y nobles, registraba la existencia 22 pecheros, es decir unidades familiares que pagaban impuestos.
A la caída del Antiguo Régimen la localidad se constituye en municipio constitucional en la región de Castilla la Vieja que en el censo de 1842 contaba con 36 hogares y 140 vecinos.
A mediados del siglo XX este municipio desaparece porque se integra en Fuentelsaz de Soria, contaba entonces con 20 hogares y 82 habitantes.

## Demografía
| Gráfica de evolución demográfica de Portelrubio entre 1842 y 1940 |
| |
| Población de derecho según los censos de población del INE Población de hecho según los censos de población del INEEntre el censo de 1950 y el anterior, este municipio desaparece porque se integra en el municipio 42089 (Fuentelsaz de Soria) |

En el año 1981 contaba con 15 habitantes, concentrados en el núcleo principal, pasando a 9 en 2010, 5 varones y 4 mujeres.
| Gráfica de evolución demográfica de Portelrubio entre 2000 y 2010                                |
|                                                                                                  |
| Población de derecho (2000-2010) según los censos de población del INE a 1 de enero de cada año. |

## Patrimonio
Iglesia dedicada a Nuestra Señora de la Asunción destaca por su cabecera gótica y retablo interior del siglo XVI que incluye tallas de la Virgen María y de San Roque, siendo el resto de la construcción posterior a esta fecha.

## Fiestas
Se celebran en honor a Nuestra Señora de la Asunción y San Roque, el sábado y domingo más próximos al 24 de septiembre. Asimismo, también se celebra el día uno de febrero, la festividad de Santa Brígida.